# Apomys gracilirostris
Apomys gracilirostris  (Ruedas, 1995) è un roditore della famiglia dei Muridi endemico dell'isola di Mindoro, nelle Filippine.

## Descrizione

### Aspetto
Roditore di piccole dimensioni, con la lunghezza totale tra 283 e 398 mm, la lunghezza della coda tra 147 e 185 mm, la lunghezza del piede tra 33 e 45 mm, la lunghezza delle orecchie tra 14 e 22 mm e un peso fino a 140 g.

### Dimensioni
La pelliccia è soffice e setosa. Le parti superiori sono marroni scure, cosparse di lunghi peli nerastri, mentre le parti ventrali sono generalmente grigie. Il muso è allungato. Le vibrisse sono grigio scure o nerastre. Le orecchie sono relativamente piccole, marroni scure nella parte interna, più chiare esternamente. I piedi sono marrone scuro. La coda è più lunga della testa e del corpo, uniformemente scura e con 14 anelli di scaglie per centimetro.

## Biologia

### Comportamento
È una specie terricola e notturna. 

### Alimentazione
Si nutre al suolo od occasionalmente sugli alberi di invertebrati con il corpo morbido.

## Distribuzione e habitat
Questa specie è endemica dell'isola di Mindoro, nelle Filippine.
Vive nelle foreste primarie e nei boschi di bambù tra 1.255 e 1.900 metri di altitudine.

## Conservazione
La IUCN Red List, considerato che ci sono ancora poche informazioni riguardo all'areale e ai requisiti ecologici, classifica A.gracilirostris come specie con dati insufficienti (DD).